# Wybory parlamentarne w Kazachstanie w 2023 roku

Logo wyborów

Wybory do Mażylisu – niższej izby parlamentu Kazachstanu – odbyły się 19 marca 2023 r. W wyniku wyborów obsadzono 98 miejsc w wyborach powszechnych z zastosowaniem mieszanego systemu wyborczego (69 miejsc z list partyjnych, 29 miejsc w jednomandatowych okręgach wyborczych). Zlikwidowanych zostało 9 miejsc, obsadzanych wcześniej przez Zgromadzenie narodu Kazachstanu.
Według opinii OBWE, procedura liczenia głosów budziła poważne obawy co do tego, czy karty do głosowania zostały zliczone uczciwie i zgodnie ze standardami Dokumentu Kopenhaskiego. Także OBWE zwróciło uwagę na niedostateczną reprezentację kobiet, na niskie zainteresowanie mediów kampanią wyborczą oraz na brak krytycznych reportaży, co ograniczyło wyborcom możliwość dokonania świadomego wyboru.

## Udział partii politycznych Kazachstanu w wyborach

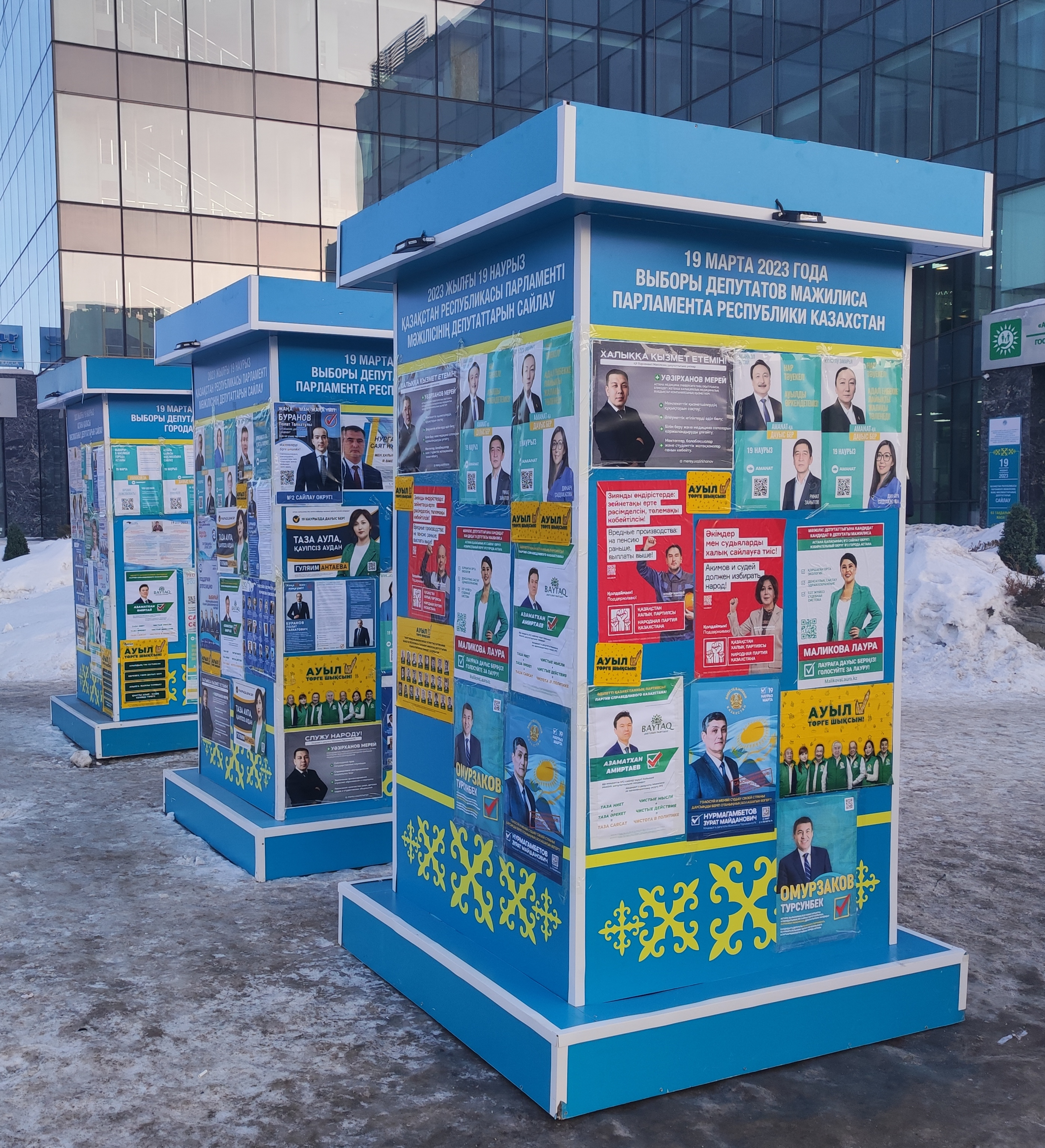
Plakaty wyborcze

Centralna Komisja Wyborcza dopuściła do wyborów wszystkie z 7 zarejestrowanych w kraju partii:
- Demokratyczna Partia Kazachstanu „Ak Żoł”
- Amanat
- Ludowo-Demokratyczna Partia Patriotyczna „Auył”
- Kazachstańska Partia Zielonych „Bajtak”
- Ludowa Partia Kazachstanu
- Ogólnonarodowa Partia Socjaldemokratyczna
- Respublica

## Próg wyborczy
Próg wyborczy dla partii politycznych od 2021 roku wynosi 5% (wcześniej wynosił 7%).

## Sondaże
Sondaże wyborcze w Kazachstanie mogły przeprowadzać jedynie osoby prawne z co najmniej 5-letnim doświadczeniem w badaniach opinii społecznej. Publikacja wyników sondaży oraz głosowanie w sondażach internetowych były możliwe do 13 marca 2023 r. włącznie.
|                |                                           | 25–28 stycznia | 3–18 lutego | 1–4 marca |
| Kazachstan     | Kazachstan                                | Ałmaty         |             |           |
| -------------- | ----------------------------------------- | -------------- | ----------- | --------- |
|                | Ak Żoł                                    | 5,4%           | 5,4%        | 2,2%      |
|                | Amanat                                    | 48,6%          | 58,4%       | 49%       |
|                | Auył                                      | 6,2%           | 5,1%        | 4,2%      |
|                | Bajtak                                    | 2,8%           | 1,8%        | 1,8%      |
|                | Ludowa Partia Kazachstanu                 | 4,8%           | 5,2%        | 4,8%      |
|                | Ogólnonarodowa Partia Socjaldemokratyczna | 3,2%           | 3,9%        | 7,2%      |
|                | Respublica                                | 3,6%           | 4,2%        | 14,5%     |
|                | „Żadna z powyższych”                      | 2,6%           | 2,2%        | 16,3%     |
| Niezdecydowani | Niezdecydowani                            | 22,8%          | 13,8%       | –         |
| Frekwencja     | Frekwencja                                | 53,3%          | 65,2%       | 32,8%     |

## Wyniki wyborów
W wyniku wyborów wyłoniono 69 deputowanych do Mażylisu z list partyjnych oraz 29 w jednomandatowych okręgach wyborczych. Pierwsze miejsce z wynikiem 53,90% zajęła partia władzy Amanat.
|                                                                         |                                           | Głosy      | %          | Miejsc     | Miejsc     | Miejsc     | Miejsc     |
| Z list partyjnych                                                       | Jednomandatowe okręgi wyborcze            | Głosy      | %          | Razem      | Zmiana     |            |            |
| ----------------------------------------------------------------------- | ----------------------------------------- | ---------- | ---------- | ---------- | ---------- | ---------- | ---------- |
|                                                                         | Ak Żoł                                    | 535 139    | 8,41%      | 6          |            | 6          | 6          |
|                                                                         | Amanat                                    | 3 431 510  | 53,90%     | 40         | 22         | 62         | 14         |
|                                                                         | Auył                                      | 693 938    | 10,90%     | 8          |            | 8          | 8          |
|                                                                         | Bajtak                                    | 146 431    | 2,30%      | 0          |            |            | 0          |
|                                                                         | Ludowa Partia Kazachstanu                 | 432 920    | 6,80%      | 5          |            | 5          | 5          |
|                                                                         | Ogólnonarodowa Partia Socjaldemokratyczna | 331 058    | 5,20%      | 4          |            | 4          | 4          |
|                                                                         | Respublica                                | 547 154    | 8,59%      | 6          |            | 6          | 6          |
|                                                                         | Niezrzeszeni                              |            |            |            | 7          | 7          | 7          |
|                                                                         | „Żadna z powyższych”                      | 248 291    | 3,90%      | –          | –          | –          |            |
| Razem                                                                   | Razem                                     | 6 366 441  | 100%       | 69         | 29         | 98         | 9          |
| Liczba uprawnionych do głosowania                                       | Liczba uprawnionych do głosowania         | 12 035 578 | 12 035 578 | 12 035 578 | 12 035 578 | 12 035 578 | 12 035 578 |
| Frekwencja                                                              | Frekwencja                                | 52,90%     | 52,90%     | 52,90%     | 52,90%     | 52,90%     | 52,90%     |
| Źródło: Centralna Komisja Wyborcza Republiki Kazachstanu, Tengrinews.kz |                                           |            |            |            |            |            |            |